# Festuca venusta
Festuca venusta är en gräsart som beskrevs av St.-yves. Festuca venusta ingår i släktet svinglar, och familjen gräs. Inga underarter finns listade i Catalogue of Life.